# Dasan Geria
Dasan Geria is een bestuurslaag in het regentschap West-Lombok van de provincie West-Nusa Tenggara, Indonesië. Dasan Geria telt 4449 inwoners (volkstelling 2010).